# Chibi (uttryck)

Exempel på en tecknad figur ritad i chibistil.

Chibi (förkortning av chibisuke = "lillen"), även super deformed, är ett japanskt fackuttryck som är vanligt inom manga eller anime. En figur som blir kallad "chibi" brukar vara liten, och både huvud och ögon är överdrivet stora. Chibifigurer brukar vara med i dōjinshi-manga som oftast har mycket humor i sig.

## Humoristiska situationer
Varje chibi har alltid överdrivna ansiktsuttryck och reaktioner, och därför används de bara i humoristiska situationer. En rollfigur som är realistiskt eller halvrealistiskt tecknad i övrigt kan förvandlas till en chibi, för att förtydliga en reaktion på en humoristisk eller pinsam situation.
Exempel på berättelser med komplex användning av chibi är bland annat Studio Ghibli-filmen Pompoko. Där framställs mårdhundarna oftast som "normalt" antropomorfa djur, men i vissa situationer visas de som chibi och ibland flikas in bakgrundsepisoder med realistiskt tecknade mårdhundar.